# Protestatio facto contraria non valet
Protestatio facto contraria non valet (lateinisch: „ein Widerspruch entgegen dem (tatsächlichen) Handeln gilt nicht“) ist eine Regel aus dem römischen Recht, wonach ein zum Ausdruck gebrachter Vorbehalt unwirksam ist, der mit dem gleichzeitigen, eigenen Verhalten faktisch in Widerspruch steht. Mit anderen Worten: Eine Verwahrung, die sich gegen eine bestimmte Interpretation des eigenen Verhaltens wendet, ist unbeachtlich, wenn das eigene Verhalten der Verwahrung widerspricht.
Dies liegt daran, dass sowohl der Widerspruch (protestatio) als auch das tatsächliche Handeln (factum) als einander entgegengesetzte Willenserklärungen verstanden werden können. Die Auslegung anhand der Regel protestatio facto contraria non valet ergibt, dass die durch konkludentes Handeln erklärte Willenserklärung rechtswirksam und der ausdrücklich erklärte Widerspruch unwirksam ist.
Beispiel:
- Jemand steigt in eine U-Bahn ein und ruft dabei aus: „Ich möchte keinen Beförderungsvertrag abschließen!“ Hier kommt dennoch ein Vertrag zustande, da das tatsächliche Verhalten (das Betreten der U-Bahn) als Willensbetätigung zum Abschluss des Beförderungsvertrags zu verstehen ist. Der gleichzeitig geäußerte Widerspruch dagegen ist unbeachtlich, da die durch das tatsächliche Verhalten geäußerte Willenserklärung stärker wiegt.
- Jemand nimmt eine Dienstleistung auf der Grundlage eines Vertrags in Anspruch, widerspricht aber bestimmten Bestimmungen in den Allgemeinen Geschäftsbedingungen seines Vertragspartners. Hier gilt der Vertrag gleichwohl mitsamt den Allgemeinen Geschäftsbedingungen. Denn der Vertragspartner bietet seine Dienstleistung nur unter diesen Bedingungen an, und durch die Inanspruchnahme erklärt man sich damit einverstanden. Solche unwirksamen Widersprüche kursieren häufig in sozialen Netzwerken.[3][4] Im deutschen Bürgerlichen Recht ist die Rechtsregel als Auslegungsvorschrift für Willenserklärungen zu verstehen. Der Hamburger Parkplatzfall, der dem ersten Beispiel sehr ähnlich ist, wird nach heutigem Verständnis durch Anwendung von protestatio facto contraria non valet gelöst. Man kann die Regel als Unterfall des Grundsatzes venire contra factum proprium verstehen. Wenn der Widerspruch nicht einmal geäußert wird, so handelt es sich um einen ebenfalls unwirksamen geheimen Vorbehalt gemäß § 116 BGB.